# سالم خلفان
سالم خلفان (انگلیسی: Salem Khalvan؛ زادهٔ ۲۰ دسامبر ۱۹۹۴) یک بازیکن فوتبال است.